# Кунантаева, Куляш Кунантайкызы
Куляш Кунантайкызы Кунантаева (род. 4 марта 1931, Уланский район, Восточно-Казахстанская область, Казакская АССР, РСФСР, СССР) — академик НАН Республики Казахстан, член АН России, АН Грузии, заслуженный деятель Республики Казахстан.

## Биография
В 1952 году окончила филологический факультет Казахского государственного женского педагогического института.
В 1954—1956 годы работала заведующей школьным отделом в ЦК комсомола Казахской ССР.
В 1956—1959 годы — секретарь Алматинского областного комитета комсомола.
В 1964—1967 годы — заместитель министра высшего и среднего специального образования Казахской ССР.
С 1968 года — ректор Казахского государственного женского педагогического института, заведующая кафедрой.
С 1986 по 1992 год — член Совета по защите докторских диссертаций Ташкентского педагогического института им. Низами.
Умерла 6 августа 2024 года.

## Научные труды
Научные труды К. Кунантаевой опубликованы в различных сборниках и журналах. Под руководством профессора на Ученом Совете Казахского государственного женского педагогического института много соискателей защитили кандидатские и докторские диссертации.

## Награждение
- Награждена орденами Дружбы народов, «Знак Почета»
- Грамотами Верховного Совета Казахской ССР, медалью «За трудовую доблесть».